# Fort de Fan Lau

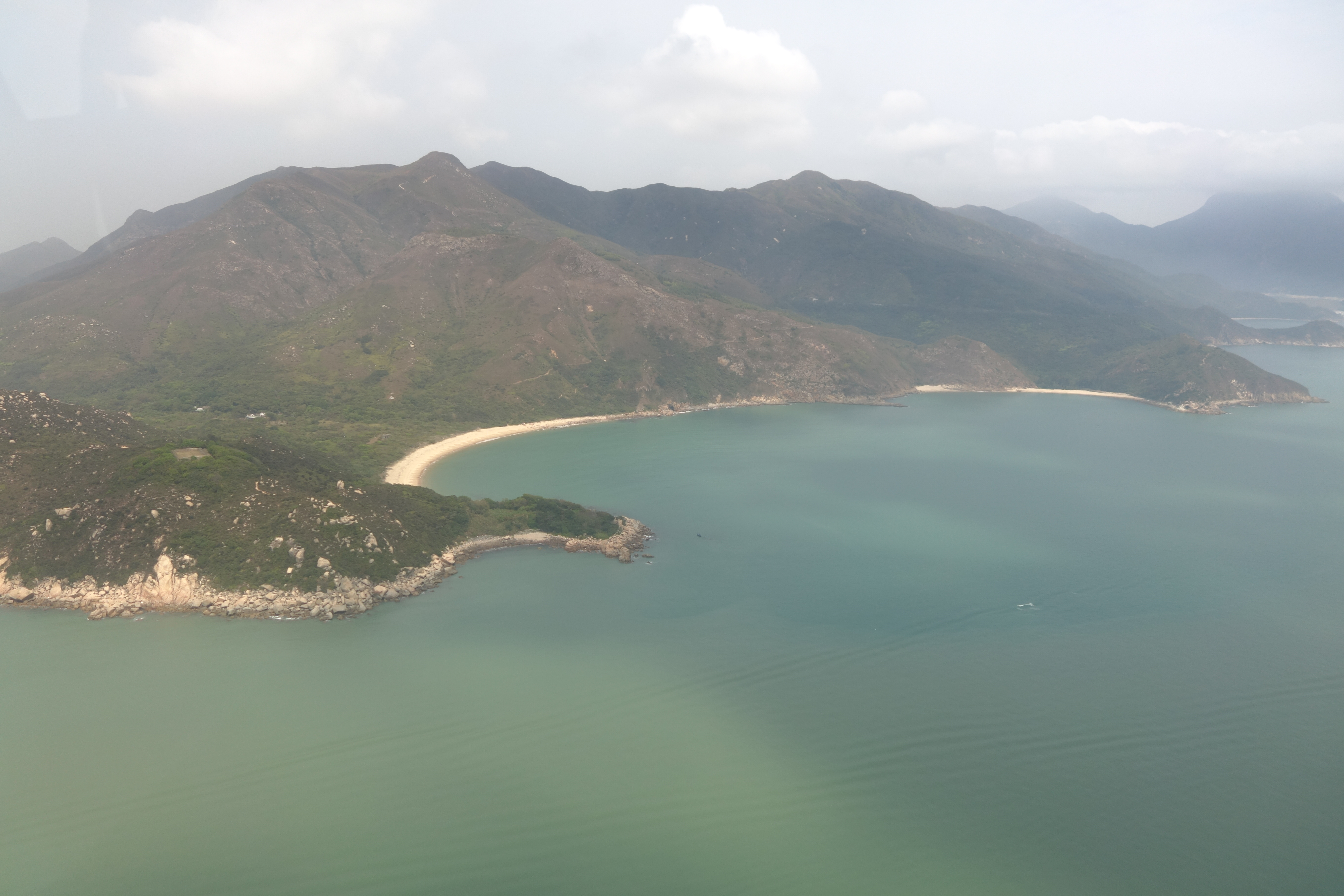
Les ruines du fort de Fan Lau (le rectangle dans la végétation sur la colline à gauche) et son environnement.

Le fort de Fan Lau (分流炮台) est un site historique de Hong Kong situé sur la pointe sud-ouest de l'île de Lantau. Nommé d'après la péninsule du même nom (en), il est construit en 1729 durant le règne de l'empereur Yongzheng, 112 ans avant la prise de possession de l'île de Hong Kong par les Britanniques. 
Abandonné en 1898 lors de la cession en location des Nouveaux Territoires (dont fait partie l'île  de Lantau) aux Britanniques, il est classé monument historique en 1981.
Les ruines du fort de Fan Lau sont l'une des deux seules fortifications militaires historiques de l'île de Lantau qui ont survécu jusqu'à nos jours, l'autre étant le fort de Tung Chung.

## Histoire
La construction du fort de Fan Lau est supervisée par Yeung Lin (楊琳), le gouverneur de l'époque des provinces du Guangdong et du Guangxi, et s'achève en 1729,. Sa création est rapportée par la Gazette de Macao, alors colonie portugaise, qui indique que le fort est l'un des deux érigés sur l'île de Lantau au cours de la septième année du règne de l'empereur Yongzheng. Au début de la dynastie Qing, le fort porte le nom de « fort de Tai Yu Shan » (大嶼山炮台), d'après le nom chinois romanisé de l'île de Lantau (Tai Yu Shan), mais est renommé « fort de Kai Yik » (雞翼炮台) au milieu de la dynastie. Le but du fort est de protéger le passage entre l'île et le delta de la Rivière des Perles des pirates, qui menacent les côtes et les mers du sud de la Chine. À l'époque, la Chine impériale ne dispose pas d'une grande marine et compte donc sur le développement de forts comme moyen alternatif pour défendre ses côtes.
Le site du fort se trouve sur une falaise de 116 m de haut surplombant l'océan ce qui permet une vision excellente sur les eaux alentour et un repérage facile d'une potentielle attaque navale. Cependant, le nouveau fort est encore primitif et « très petit et relativement insignifiant ». Il finira finalement capturé par les pirates qu'il est censé combattre mais le gouvernement impérial le reprend en 1810 en soumettant les pirates. Il est rénové peu de temps après sa reconquête et bénéficie ensuite d'un agrandissement important des fortifications dans la région au cours de la décennie suivante.
En 1842, un an après la prise de possession de l'île de Hong Kong par les Britanniques, des officiers de l'armée britannique qui inspectent la région constatent que le fort est laissé sans garnison. 56 ans plus tard, en 1898, l'année de la cession en location des Nouveaux Territoires (dont fait partie l'île  de Lantau) aux Britanniques, le fort de Fan Lau est « totalement abandonné ». Un destin similaire à celui d'autres fortifications militaires gardant le littoral, comme celles de Tung Chung et de Fat Tong Chau.

## Restauration et actualité
Après l'abandon du fort, il tombe lentement en ruine au fil des années. Les villageois vivant à Fan Lau prennent des pierres de ses murs pour les utiliser comme matières premières pour la construction, et l'ancienne fortification est envahie d'une végétation épaisse. Le fort de Fan Lau est classé monument historique le 13 novembre 1981 et des travaux de restauration préliminaires sont effectués début 1985. Une restauration plus importante a lieu cinq ans plus tard en 1990, et entraîne le nettoyage de la végétation ceinturant le site. La même année, trois blocs d'appartements sont construits à proximité du fort en prévision de la proposition du groupe CLP d'établir une centrale électrique à Fan Lau d'un coût de 60 millions HK$. Cependant, le gouvernement refuse finalement d'approuver le projet et les résidences restent inhabitées.

## Description
Le fort de Fan Lau est une bâtisse rectangulaire de 46 mètres sur 21. Ses murs extérieurs, faits de « pierres semi-habillées et de briques vertes », mesurent 5 m de haut et son entrée fait face à l'est.  Lors de sa première construction, il était gardé par trente soldats et disposé de huit canons, ainsi que de vingt corps de garde.